# Liste der Kulturdenkmale in Schüttringen
In der Liste der Kulturdenkmale in Schüttringen sind alle Kulturdenkmale der luxemburgischen Gemeinde Schüttringen aufgeführt (Stand: 20. September 2022).

## Kulturdenkmale nach Ortsteil

### Münsbach
| Bild           | Bezeichnung                                        | Lage               | Beschreibung | Stufe | Eingetragen seit   |
| -------------- | -------------------------------------------------- | ------------------ | ------------ | ----- | ------------------ |
| Weitere Bilder | Schloss Münsbach (Schloss, Garten und Destillerie) | Schlasswee (Karte) |              | IS    | 17. September 2001 |

### Schrassig
| Bild      | Bezeichnung                                | Lage                       | Beschreibung | Stufe | Eingetragen seit   |
| --------- | ------------------------------------------ | -------------------------- | ------------ | ----- | ------------------ |
|           | Nebengebäude des alten Schlosses Schrassig | (Karte)                    |              | IS    | 17. September 2001 |
| Bauernhof | Bauernhof                                  | 34, rue d’Oetrange (Karte) |              | IS    | 17. Oktober 2012   |
| Bauernhof | Bauernhof                                  | 36, rue d’Oetrange (Karte) |              | IS    | 17. Oktober 2012   |
| Bauernhof | Bauernhof                                  | 44, rue d’Oetrange (Karte) |              | IS    | 17. Oktober 2012   |
| Bauernhof | Bauernhof                                  | 40, rue d’Oetrange (Karte) |              | IS    | 26. Oktober 2012   |
|           | Mühle mit Kanal                            | chemin du Moulin (Karte)   |              | IS    | 1. Juni 2017       |

### Schüttringen
| Bild           | Bezeichnung                                                                | Lage                                   | Beschreibung | Stufe | Eingetragen seit  |
| -------------- | -------------------------------------------------------------------------- | -------------------------------------- | --- | ----- | ----------------- |
| Weitere Bilder | römische Figur, eingebettet in die Fassade einer Scheune eines Bauernhofes | 18, rue du Village (Karte)             | | PCN   | 20. Dezember 2002 |
| Weitere Bilder | Pfarrkirche                                                                | rue Principale (Karte)                 | | PCN   | 21. Juni 2017     |
|                | Gelände                                                                    | rue du village                         | Katastersektion A, Nr. 469/692, 469/693, 469/2391, 469/2431, 469/1182, 469/1183, 469/1184, 469/477, 469/478, 469/1151, 469/1152, 469/1818, 469/2636, 469/2635, 469/1821, 469/1822, 469/2432, 470/1826, 471/2187, 472/1307, 474/1078, 474/1079, 475/125, 475/126, 476, 476/2, 477/1827, 478/2214, 478/2213, 479/609, 480/610, 480/266, 480/267, 481, 482/127, 482/128, 482/129, 482/130, 482/1609, 483, 484, 487/705, 487/706, 488/2377, 488/2378, 488/2379 (488/3780, 488/3781, 488/3782, 488/3783, 488/3784, 488/3785, 488/3786, 488/3788, 488/3863, 488/3864, 488/3865, 488/3866), 490, 490/1828, 490/1829, 490/1830, 490/1831, 490/1832 (490/3790, 490/3791, 490/3792, 490/3804, 490/3805, 490/3806, 490/3807, 490/3808, 490/3809, 490/3810, 490/3811, 490/3812, 490/3813, 490/3814, 490/3815, 490/3816, 490/3817, 490/3818, 490/3819, 490/3820, 490/3821, 490/3822, 490/3823, 490/3824, 490/3825, 490/3826, 490/3827), 491/2696, 491/2697 et 491/1833 | IS    | 15. Dezember 1974 |
|                | Gebäude                                                                    | 1, rue des Rue des Paquerettes (Karte) | | IS    | 25. Februar 1988  |
| Gebäude        | Gebäude                                                                    | 18, rue du Village (Karte)             | | IS    | 5. November 2002  |

### Übersyren
| Bild    | Bezeichnung | Lage                 | Beschreibung | Stufe | Eingetragen seit |
| ------- | ----------- | -------------------- | --- | ----- | ---------------- |
| Gelände | Gelände     | Krékelsbierg (Karte) | Katasterparzellen 25/645, 26/2346, 27/740, 27/741, 27/2967, 27/2968, 28/746, 28/747, 28/2969, 28/2970, 28/3060, 28/3061, 28/3064, 29/3065, 29/3066, 30/3067, 31/3068, 31/3069, 32, 34, 34/2, 35/2347, 36/2348, 36/2349, 37/2350, 38/2351, 38/2352, 39, 40, 41, 41/2, 58/920, 58/921, 58/3073, 58/3076, 59/761, 59/3070, 59/3071, 60/2075, 61/2875, 61/763, 61/1718, 61/1719, 62/3072, 62/922, 64/3077, 64/3078, 66/308, 66/769, 66/770, 66/771, 66/3084, 66/3086, 66/3086, 66/3087, 66/3088, 66/3089, 66/3090, 66/3091, 66/3092, 66/3093, 66/3094, 66/3095, 66/2118, 66/2119, 66/2120, 66/3079, 66/3080, 66/3082, 66/3083, 66/2973, 66/2974, 66/2983, 66/2984, 66/2985, 19/1822, 19/1823, 19/1824, 19/2275, 20/2073, 21/357, 22, 24/1827, 23, 24 | IS    | 9. November 1971 |

Legende: PCN – Immeubles et objets bénéficiant des effets de classement comme patrimoine culturel national; IS – Immeubles et objets inscrits à l’inventaire supplémentaire

## Quelle
- Liste des immeubles et objets beneficiant d’une protection nationales, Nationales Institut für das gebaute Erbe, Fassung vom 12. September 2022, S. 118 ff. (PDF)

- Karte mit allen Koordinaten:
- OSM |
- WikiMap